# 1 Samuel 9
1 Samuel 9 es el noveno capítulo del Primer Libro de Samuel en el Antiguo Testamento de la Biblia cristiana  o la primera parte de los Libros de Samuel en la Biblia hebrea. Según la tradición judía, el libro se atribuyó al profeta Samuel, con adiciones de los profetas Gad y Natán, pero muchos eruditos modernos lo ven como una composición de varios textos independientes de diversas épocas, desde el 630-540 a. C. aproximadamente.  Este capítulo describe el encuentro entre Saúl y Samuel que condujo a la primera unción de Saúl como rey (1 Samuel 10:1-16), dentro de una sección que comprende 1 Samuel 7-15 que registra el surgimiento de la monarquía en Israel y el relato de los primeros años del rey Saúl.

## Texto
Este capítulo fue escrito originalmente en el idioma hebreo. Está dividido en 27 versículos.

### Testigos textuales
Algunos manuscritos antiguos que contienen el texto de este capítulo en hebreo son de la tradición del Texto Masorético, que incluye el Códice de Jerusalén (895), el Códice de Alepo (siglo X) y el Códice de Leningrado (1008). Se encontraron fragmentos que contienen partes de este capítulo en hebreo entre los Rollos del Mar Muerto, incluido el 4Q51 (4QSama; 100-50 a. C.) con los versículos 3-4, 9-10 y 12 existentes.
Entre los manuscritos antiguos existentes de una traducción al griego koiné conocida como la Septuaginta (originalmente realizada en los últimos siglos a. C.) se encuentran el Códice Vaticano (B; {\displaystyle \ ara{G}}B; siglo IV) y el Códice Alejandrino (A; {\displaystyle \ ara{G}}A; siglo V).

## Análisis
Este capítulo presenta a Saúl, que iba a ser el primer rey de Israel, como una resolución a la petición del rey que quedó sin terminar en el capítulo anterior. La narración tiene algunos rasgos de los cuentos populares: un joven que sale en busca de los burros desaparecidos de su padre sale como rey designado. La búsqueda de Saúl lo llevó al profeta Samuel, quien en privado lo ungió como rey y le dio tres señales como confirmación de su legitimidad, todas las cuales se cumplieron en 1 Samuel 10:2-7. A lo largo del relato, Saúl parecía humilde, pero también mostraba falta de confianza y tal vez dudas sobre su vocación a la realeza.

## Genealogía de Saúl (9:1-2)
La lista de los antepasados de Saúl al principio de este capítulo recuerda la apertura de los Libros de Samuel (1 Samuel 1:1), que traza la genealogía de Samuel. En ambas genealogías, Samuel y Saúl aparecen en la sexta posición. La conexión del nombre de Samuel con la palabra «preguntó» (en hebreo: «shaul») en 1 Samuel 1:28 también puede estar relacionada con el nombre de Saúl (en hebreo: «shaul») La genealogía de Saúl tiene dos características notables:
1. El padre de Saúl tiene el atributo de ser un «hombre de posición» (véase 1 Samuel 9:1), por lo que Saúl procedía de una familia acomodada.
2. Saúl es de la tribu de Benjamín, que desciende del hijo menor de Jacob, Benjamín, y no mucho antes de este tiempo casi había sido aniquilada debido a sus horribles acciones (Jueces 19-21).[18]

Estos pueden enfatizar la participación directa de Dios en los acontecimientos que hicieron que Saúl, un joven perteneciente a la más pequeña de las tribus de Israel y de la más humilde de las familias (9:21), fuera dotado de características extraordinarias (9:2) para ser elegido como el primer rey de Israel.

### Versículo 1
Había un hombre de Benjamín llamado Cis, hijo de Abiel, hijo de Zeror, hijo de Bechorat, hijo de Afía, benjaminita, hombre valiente y poderoso.
- Referencia cruzada: Génesis 46:21; 1 Samuel 14:51; 1 Crónicas 7:6–8; 1 Crónicas 8:29–33; 1 Crónicas 9:35–39[20]
- «De Benjamita»: en hebreo se escribe (ketiv) como מבן ימין y se lee (qere) como מבנימין.[21]
- «Un benjamita»: en hebreo se escribe בן־איש ימיני, ben'-îš yə-mî-nî[21]
- «Un hombre poderoso»: atribuido a Kish, padre de Saúl; traducido del hebreo גבור חיל, gi-bōr ḥā-yil, que puede significar (1) un hombre valiente, como en 1 Samuel 16:18, o (2) un hombre rico como en Ruth 2:1, o la idea combinada de valor personal e importancia familiar («un hombre de posición» en NIV), traducido en la Septuaginta como ἀνὴρ δυνατός, «un hombre poderoso»,[22]

Parece que se han omitido algunos antepasados, entre los que se encuentran Matri, mencionado en 1 Samuel 10:21;
y Jehiel, mencionado en 1 Crónicas 9:35 (cf. 1 Crónicas 8:29), que fue descrito como el primer colono y colonizador de Gabaón, y como esposo de Maaca, hija o nieta de Caleb.. Un antepasado de Saúl podría haber estado entre los 600 hombres de Benjamín que escaparon a la roca de Rimmón durante la masacre de toda la tribu por las otras tribus de Israel (Jueces 20:47-21:1).

## Samuel y Saúl se encuentran (9:3-27)
Su padre, Cis, le dijo a Saúl que buscara a sus asnos extraviados, así que él y un criado atravesaron la región montañosa de Efraín hasta llegar a la tierra de Zuph (9:5). El criado convenció a Saúl de que visitara a un vidente sin nombre (9:6-10), que no les resultaba familiar (cf. 9:18), y que resultó ser Samuel (9:14, 19). Un día antes, YHWH le había dicho a Samuel que el hombre elegido vendría a él (9:16). Dios ordenó a Samuel que ungiera a Saúl no como «rey» (en hebreo: «melek»), sino como «gobernante» (en hebreo: «nagid»; «príncipe»), en contraste con la instrucción de Samuel de ungir a David como «rey» en 1 Samuel  16:1. Después de que Dios señalara claramente a Saúl a Samuel («He aquí el varón»; 1 Samuel  9:17, el profeta se presentó a Saúl como el vidente y demostró su credencial diciendo con precisión sobre los burros de Saúl. Saúl fue invitado por Samuel a una comida y se le dio a elegir la carne que se había reservado para él de antemano, lo que indica una vez más que la reunión no fue una coincidencia. Esta «comida previa a la coronación» fue similar a la que se organizó más tarde cuando Samuel ungió a David (una comida e invitados; 9:22). Samuel no aprovechó la ocasión de la cena para ungir a Saúl, sino que esperó hasta la mañana siguiente (como se describe en 1 Samuel 10).

### Versículo 3
Ahora bien, las asnas de Cis, padre de Saúl, se habían perdido. Y Cis dijo a su hijo Saúl: «Toma ahora a uno de los criados contigo, y levántate, ve a buscar las asnas».
- «Asnas»: la palabra hebrea denota «asnas hembras», pueden usarse para montar (Judges 10:4) y criarse; no estaban tan confinadas como los machos, por lo que podían alejarse.[20]
- «Siervos»: traducido de un sustantivo plural hebreo derivado de la palabra raíz naar, que literalmente significa «muchacho joven»,[27] pero en este contexto, implica «sirvientes» y no es necesario que sean jóvenes.[5]

La versión siríaca Peshitta tiene palabras adicionales: «Así que Saúl se levantó y salió. Se llevó a uno de los muchachos y salió a buscar los burros de su padre».

### Versículo 5
Cuando llegaron a la tierra de Zuph, Saúl dijo a su criado que estaba con él: «Ven, volvamos, no sea que mi padre deje de preocuparse por las burras y se preocupe por nosotros».
- «Tierra de Zuph»: un distrito donde se encontraba la ciudad de Samuel, Ramathaim-Zophim, (cf. 1 Samuel 1:1), en una localidad similar a Monte Efraín; probablemente llamada así por Zuph o (Zophai en 1 Crónicas 6:26).[30]

### Versículo 27
Mientras bajaban a las afueras de la ciudad, Samuel dijo a Saúl: «Dile al criado que nos preceda». Y él siguió adelante. «Pero tú quédate aquí un rato, para que te anuncie la palabra de Dios».
- «Y él siguió adelante»: Esta declaración se encuentra en el Texto Masorético, así como en un manuscrito en latín antiguo y en la Peshitta siríaca, pero generalmente falta en la versión griega Septuaginta, excepto en Orígenes.[32]
- «Un rato»: o «ahora»[33]

### Comentarios sobre Samuel
- Auld, Graeme (2003). «1 & 2 Samuel».  En James D. G. Dunn and John William Rogerson, ed. Eerdmans Commentary on the Bible. Eerdmans. ISBN 9780802837110.
- Bergen, David T. (1996). 1, 2 Samuel. B&H Publishing Group. ISBN 9780805401073.
- Gordon, Robert P. (1999). I & II Samuel, A Commentary. Zondervan. ISBN 978-0310230229.
- Hertzberg, Hans Wilhelm (1964). I & II Samuel, A Commentary (trans. from German 2nd edition 1960 edición). Westminster John Knox Press. p. 19. ISBN 978-0664223182.
- Tsumura, David Toshio (2007). The First Book of Samuel. Eerdmans. ISBN 9780802823595.

### General
- Breytenbach, Andries (2000). «Who Is Behind The Samuel Narrative?».  En Johannes Cornelis de Moor and H.F. Van Rooy, ed. Past, Present, Future: the Deuteronomistic History and the Prophets. Brill. ISBN 9789004118713.
- Coogan, Michael David (2007).  Coogan, Michael David; Brettler, Marc Zvi; Newsom, Carol Ann et al., eds. The New Oxford Annotated Bible with the Apocryphal/Deuterocanonical Books: New Revised Standard Version, Issue 48 (Augmented 3rd edición). Oxford University Press. ISBN 978-0195288810.
- Fitzmyer, Joseph A. (2008). A Guide to the Dead Sea Scrolls and Related Literature. Grand Rapids, MI: William B. Eerdmans Publishing Company. ISBN 9780802862419.
- Halley, Henry H. (1965). Halley's Bible Handbook: an abbreviated Bible commentary (24th (revised) edición). Zondervan Publishing House. ISBN 0-310-25720-4. (requiere registro).
- Hayes, Christine (2015). Introduction to the Bible. Yale University Press. ISBN 978-0300188271.
- Jones, Gwilym H. (2007). «12. 1 and 2 Samuel».  En Barton, John; Muddiman, John, eds. The Oxford Bible Commentary (first (paperback) edición). Oxford University Press. pp. 196-232. ISBN 978-0199277186. Consultado el 6 de febrero de 2019.
- Klein, R.W. (2003). «Samuel, books of».  En Bromiley, Geoffrey W, ed. The International Standard Bible Encyclopedia. Eerdmans. ISBN 9780802837844.
- Knight, Douglas A (1995). «Chapter 4 Deuteronomy and the Deuteronomists».  En James Luther Mays, David L. Petersen and Kent Harold Richards, ed. Old Testament Interpretation. T&T Clark. p. 62. ISBN 9780567292896.
- Ulrich, Eugene, ed. (2010). The Biblical Qumran Scrolls: Transcriptions and Textual Variants. Brill.
- Würthwein, Ernst (1995). The Text of the Old Testament. Grand Rapids, MI: Wm. B. Eerdmans. ISBN 0-8028-0788-7. Consultado el 26 de enero de 2019.